# Parque nacional de la Gran Cuenca
El Parque Nacional de la Gran Cuenca (en inglés Great Basin National Park) es un parque nacional de los Estados Unidos establecido en 1986, localizado en el centro oriental de Nevada cerca del límite con Utah. Su nombre proviene de la Gran Cuenca, región seca y montañosa entre la Sierra Nevada y los montes Wasatch. El parque protege 312,3 km² de superficie. 
Es conocido por sus arboledas de pinos antiguos, y por las cavernas de Lehman en la base del pico Wheeler. El parque está en una región árida y recibe muy pocas precipitaciones durante la mayor parte del año. 

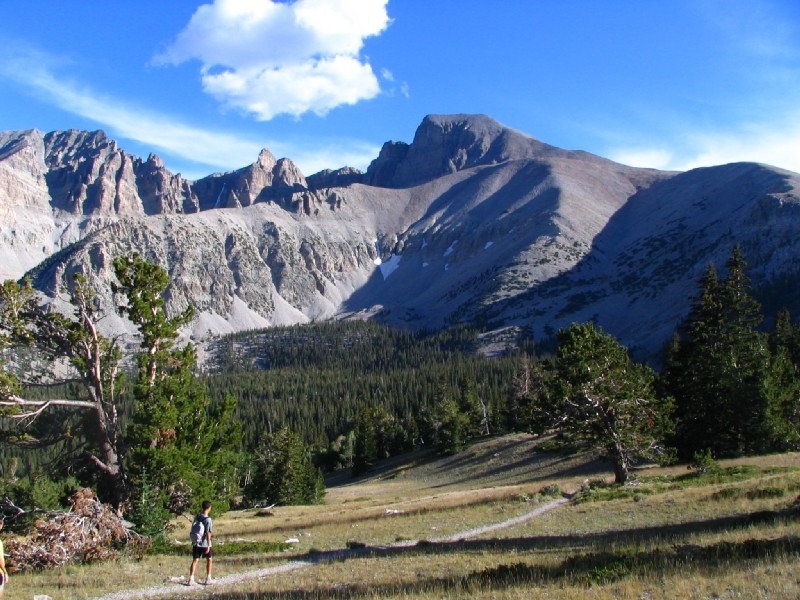
Pico Wheeler.